# Yazidites

Els yazidites (en kurd: ئێزیدی, romanitzat: Êzidî) són un grup humà de parla kurmanji que és autòcton del Kurdistan, una regió geogràfica de l'Àsia occidental que inclou parts de l'Iraq, Síria, Turquia i l'Iran. La majoria dels yazidites de l'Orient Mitjà viuen actualment a l'Iraq, principalment a les governacions de Nínive i Duhok. Existeix desacord entre els estudiosos sobre si el poble yazidita és un grup etnoreligiós diferent o un subgrup religiós dels kurds d'ètnia irànica. El yazidisme és la religió del poble yazidita i és de naturalesa monoteista, amb arrels en una fe prezoroastriana.

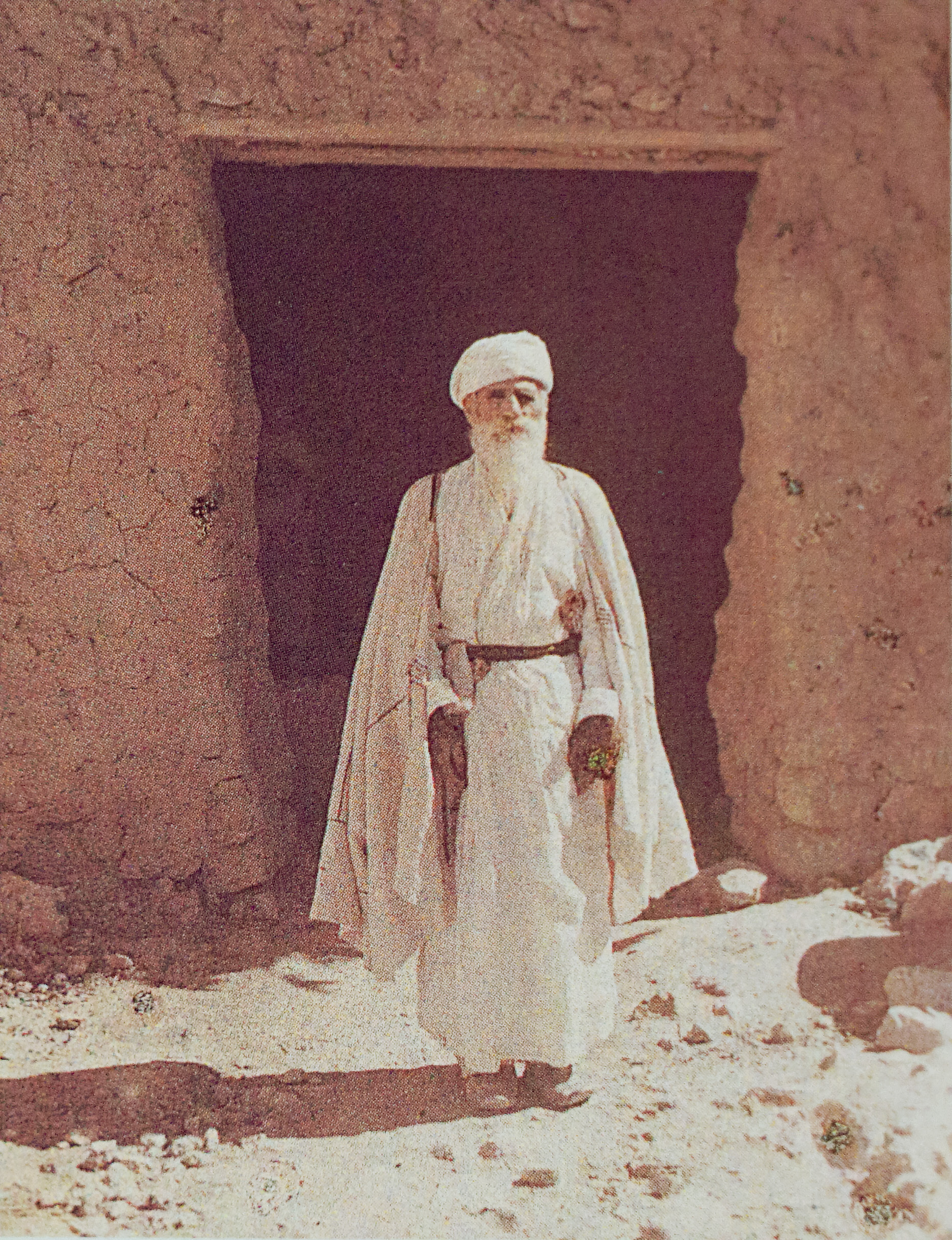
Cap yazidita a Bashiq (dècada del 1910)

Des que l'expansió de l'islam va començar amb les primeres conquestes musulmanes dels segles vii i viii, els yazidites s'han enfrontat a la persecució dels àrabs i més tard dels turcs, ja que les seves pràctiques religioses han estat acusades habitualment d'heretgia pels clergues musulmans. El genocidi yazidita de 2014 que va ser dut a terme per l'Estat Islàmic va provocar la mort de més de 5.000 yazidites i milers de dones i nenes van ser obligades a l'esclavitud sexual, així com l'exili de més de 500.000 refugiats yazidites.

## Persecució
Al llarg de la seva història, el poble yazidita ha estat objecte de violència sistemàtica pel fet de mantenir la seva religió enfront de la persecució islamista i els intents d'obligar-los a convertir-se a l'islam i «arabitzar-los» per part de l'Imperi Otomà i, més endavant al segle XX per l'Iraq.

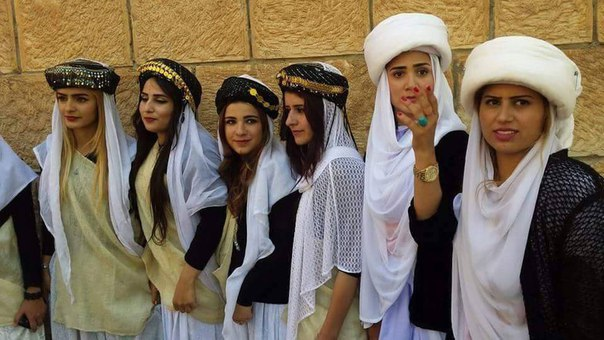
Dones yazidites amb vestits tradicionals

La creença d'alguns creients d'altres religions monoteistes de la regió que l'Àngel Paó encarna el propi esperit maligne no redimit de Satanàs, ha comportat segles de persecució dels yazidites com a «adoradors del diable».

### Després de la invasió de l'Iraq del 2003
El 7 d'abril de 2007, una iraquiana de 17 anys de fe yaziditata, Du'a Khalil Aswad, va ser lapidada per la seva família. Els rumors que la lapidació estava relacionada amb la seva suposada conversió a l'islam van provocar represàlies contra els yazidites, com la massacre de l'abril de 2007 a Mossul. L'agost de 2007, uns 500 yazidites van ser assassinats en una sèrie coordinada d'atemptats al nord de l'Iraq que es va convertir en l'atac suïcida més mortífer des que va començar la Guerra de l'Iraq. L'agost de 2009, almenys 20 persones van morir i 30 van resultar ferides en un doble atemptat suïcida al nord de l'Iraq. Dos terroristes amb armilles explosives van dur a terme l'atac en una cafeteria de Sinjar.

### Massacre de Sinjar
L'any 2014, amb l'avançament territorial del grup jihadista salafista autodenominat Estat Islàmic, la població yazidita iraquiana es va veure afectada. L'Estat Islàmic va capturar Sinjar l'agost de 2014 després de la retirada de les tropes pesixmerga de Masoud Barzani, i 50.000 yazidites es van veure obligats a fugir a les muntanyes. L'Estat Islàmic havia declarat que els yazidites eren adoradors del diable. Els refugiats es van mostrar preocupats per les persones grans o malaltes per la manca d'aigua, que van acabar essent executats per l'Estat Islàmic.

Els informes de l'ONU apunten que almenys 40.000 yazidites, molts d'ells dones i infants, es van refugiar a Jabal Sinjar, una serra escarpada de 1.400 m identificada segons la tradició com el lloc de repòs de l'Arca de Noè, davant de la matança a mans dels gihadistes que els perseguien si baixaven, o la mort per deshidratació si es quedaven. Entre 20.000 i 30.000 yazidites van poder sortir de la muntanya després que les Unitats de Protecció Popular (YPG) i el Partit dels Treballadors del Kurdistan (PKK) intervinguessin per aturar l'Estat Islàmic i els obrís un passadís humanitari ajudant-los a creuar el Tigris cap a Rojava. Més endavant, alguns yazidites van ser escortats de tornada al Kurdistan iraquià per les forces pesixmerga i l'YPG, segons van afirmar funcionaris kurds.

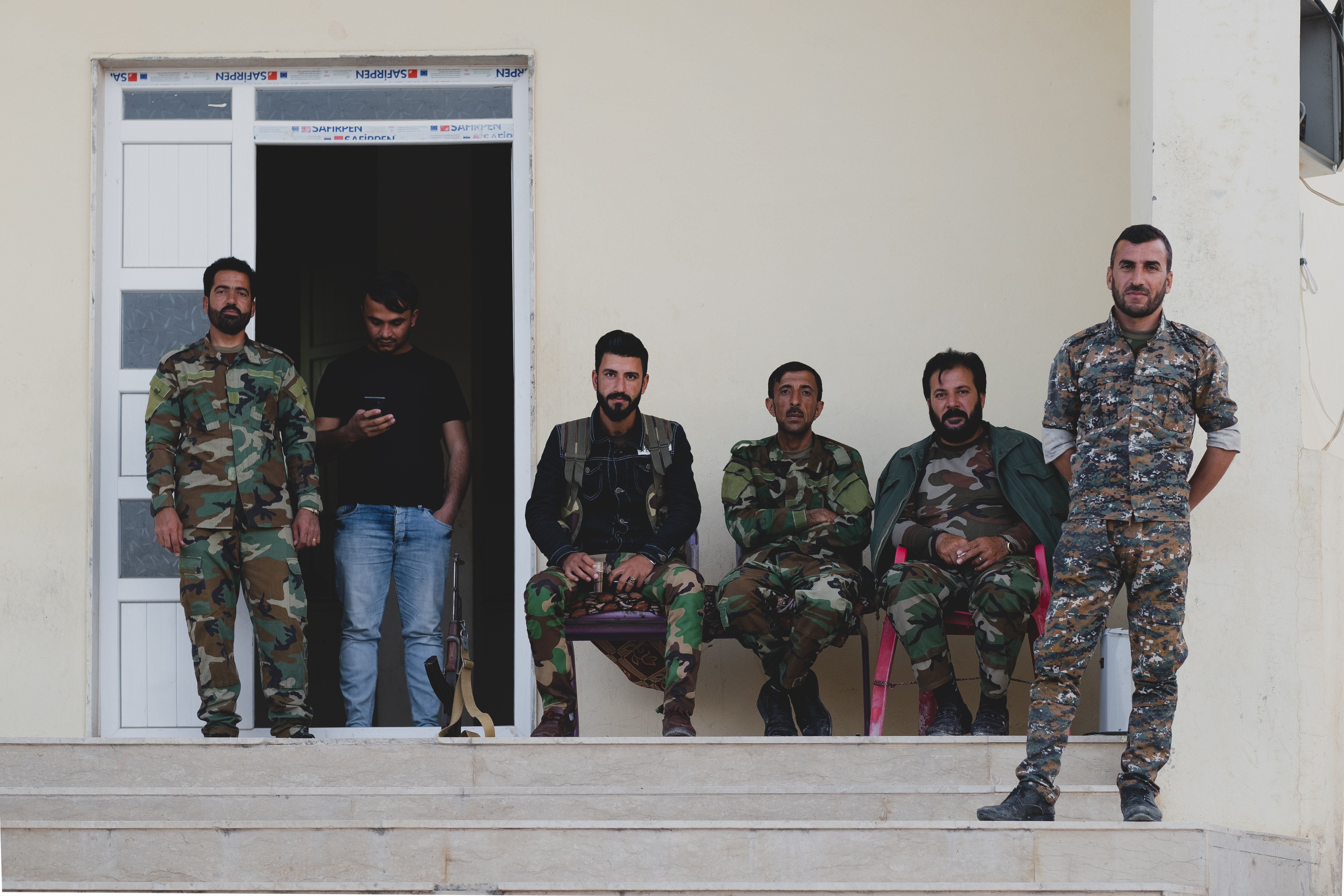
Pesixmergues yazidites al santuari de Sharaf ad-Din a Jabal Sinjar el 2019

Les dones capturades van ser tractades com a esclaves sexuals o botí de guerra, i algunes van ser impulsades al suïcidi. Les dones i nenes que es converteixen a l'islam es venen com a núvies, les que es neguen a convertir-se són torturades, violades i finalment assassinades. Els nadons nascuts a la presó on estan detingudes les dones són robats a les seves mares i portats a un destí desconegut. Nadia Murad, una activista dels drets humans yazidita i guanyadora del Premi Nobel de la Pau el 2018, va ser segrestada i utilitzada com a esclava sexual per l'Estat Islàmic el 2014. L'octubre de 2014, l'ONU va informar que més de 5.000 yazidites havien estat massacrats i que entre 5.000 i 7.000 (la majoria dones i infants) havien estat segrestats per l'Estat islàmic. Davant l'opressió que han patit les dones yazidites, han rebut entrenament militar i han pres posicions al front del guerra, representant aproximadament un terç de les forces de la coalició kurda-yazidita, i s'han distingit com a soldats.